# Rajsko (województwo wielkopolskie)
Rajsko – wieś w Polsce położona w województwie wielkopolskim, w powiecie kaliskim, w gminie Opatówek, ok. 17 km na wschód od Kalisza.
Według map Wojskowego Instytutu Geograficznego, w roku 1931 w Rajsku było 56 domów. Było też już w tamtym czasie siedzibą parafii. Do 1954 roku siedziba gminy Marchwacz. W latach 1975–1998 miejscowość położona była w województwie kaliskim.
Rajsko po raz pierwszy w historii pojawia się na kartach Bulli gnieźnieńskiej z roku 1136 w postaci "Rayzco" (Bgn 120-121).

## Znani ludzie
- 26 grudnia 1931 w Rajsku urodził się Jerzy Kmita – polski filozof i teoretyk kultury, profesor zwyczajny Uniwersytetu im. Adama Mickiewicza w Poznaniu.

## Zabytki
- Grodzisko z IX wieku